# 최백선
최백선(1987년 6월 28일 ~ )은 대한민국의 전 희극 배우 겸 탤런트이다.

## 학력
- 백제예술대학 방송연예과

## 출연작

### 방송
드라마
- 강남 스캔들 왕태복역

- 뮤지컬
  - 친정엄마랑 아버지역
  - 오늘을기억해 개그맨지망생역

- 개그투나잇 (SBS)
  - 연극동아리 딴따라
  - 인생은 아름다워
  - 티많이납니까?
  - 개투제라블
- 웃찾사 (SBS)
  - 최선입니까
  - 중년의 로망
  - 진격의 가족
  - 아후쿵텡풍텡테
  - 열혈강호
  - 연극동아리 딴따라
  - 개투제라블
  - 배우는 배우다
  - 뿌리 없는 나무
  - 견인지역
  - 귀신의 집
  - 힙합포차
  - 러브 다이너마이트
  - 홍배달
  - 졸탄의 어이없Show
  - 퀵서비스맨

### 영화
- 빙글빙글
- 좀비크러쉬: 헤이리 퀵 기사 역
- 방법: 재차의 엘리베이터 특공대 역